# دین بارنت
دین بارنت (انگلیسی: Dean Barnett; ۱۳ ژوئیهٔ ۱۹۶۷ – ۲۷ اکتبر ۲۰۰۸) روزنامه‌نگار اهل ایالات متحده آمریکا و مقاله‌نویس و همچنین وبلاگ‌نویس بود. وی یکی از میهمانان ثابت شو رادیویی هیو هیویت (گزارشگر تلویزیون‌های سی‌ان‌ان و ام‌اس‌ان‌بی‌سی) که یک برنامه سیاسی - اجتماعی است، بود.

## دوران جوانی
بارنت در بوستون به دنیا آمد و در نیوتون، ماساچوست بزرگ شد. او در سال ۱۹۸۹ از دانشگاه هاروارد با مدرک کارشناسی در رشته حکومت و با مدرک جی‌دی از دانشکده حقوق دانشگاه بوستون در سال ۱۹۹۲ فارغ‌التحصیل شد.

## فعالیت حرفه‌ای
بارنت در سال ۱۹۹۲ نامزد نماینده جمهوری‌خواه از نیوتون، ماساچوست شد و بعدها یک شرکت استخدام قانونی را راه اندازی کرد. در ژانویه ۱۹۹۴، بارنت یکی از اولین داوطلبان مبارزات انتخاباتی میت رامنی در سنا بود، که در طی آن بارنت اغلب رامنی را در رویدادهای کمپین انتخاباتی همراهی می‌کرد. بارنت از حامیان مبارزات انتخاباتی رامنی در سال ۲۰۰۸ برای انتخابات مقدماتی ریاست جمهوری از حزب جمهوری‌خواه بود.
در سال ۲۰۰۴، بارنت سایت ساکس بلاگ را ایجاد کرد، این بلاگ متمرکز بر سیاست محافظه کارانه، مسائل اجتماعی بود، علاقه‌مندی بارنت به گلف و تیم فوتبال بوستون رد ساکس، باعث شد تا هیو هویت مجری برنامه گفتگوی رادیویی، بارنت وبلاگ نویس را به عنوان یکی از وبلاگ نویسان دعوت کند و این کار مصاحبه تا پیوستن به ویکلی استاندارد در سال ۲۰۰۷ ادامه یافت.
بارنت به دلیل لهجه غلیظ بوستونی خود (که نام مستعار «چودا» را برای او به ارمغان آورد) زمانی که در برنامه رادیویی هیویت برنامه پر کرد، شناخته شد. نوشته‌های بارنت در نشنال روویو آنلاین، فیلادلفیا اینکوایرز، بوستون گلوب و سایت تاون‌هال منتشر شد.